# مراحل ساخت تراشه

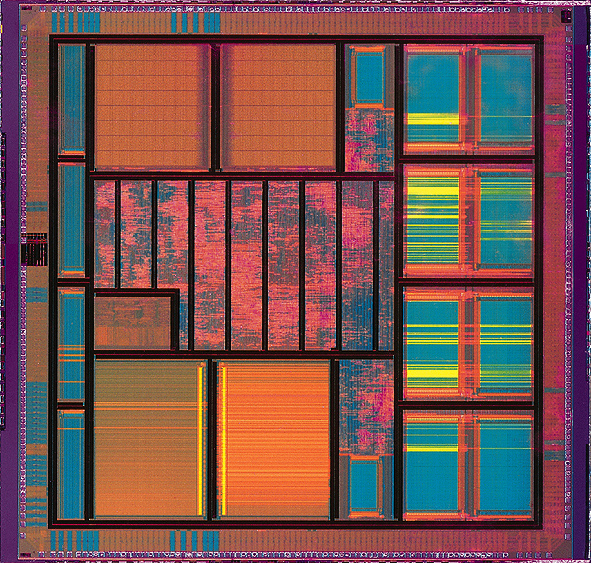
نمونه‌ای از یک تراشه الکترونیکی

تراشه، مدار یکپارچه، مدار مجتمع یا آی‌سی (نام دیگر آن IC (Integrated Circuit به مجموعه‌ای از مدارات الکترونیکی گفته می‌شود که با استفاده از مواد نیمه رسانا (عموماً سلیسیم همراه با میزان کنترل شده‌ای ناخالصی) در ابعادی کوچک (معمولاً کمتر از یک سانتی‌مترمربع) ساخته می‌شوند. این مدارها معمولاً شامل دو یا سه نوع دستگاه الکترونیکی هستند: مقاومت، خازن و ترانزیستور (مهم‌ترین آن‌ها ترانزیستور می‌باشد). هر تراشه معمولاً حاوی تعداد بسیار زیادی ترانزیستور می‌باشد که با استفاده از فناوری پیچیده‌ای در داخل یک لایه از سیلیکون همگون و با ضخامتی یکنواخت و بدون ترک تزریق شده‌اند.
تراشه قطعه‌ای داخل رایانه است که برای چک کردن مدارها و تبادل اطلاعات منطقی (صفر و یک) به کار برده می‌شود.
یک تراشه ممکن است ابعادی به اندازه یک اینچ در یک اینچ داشته باشد و حاوی ده‌ها میلیون عدد ترانزیستور باشد.
گاهی روی یک تراشه که مساحت آن فقط چند میلیمتر مربع است هزاران عدد ترانزیستور سوار می‌شود.
فرایند ساخت یک تراشه الکترونیکی را می‌توان به چند مرحله کلی تقسیم کرد:

## خالص سازی شن
شن، خاک و سنگ، به‌طور کلی پوسته زمین حاوی ۲۵٪ سلیسیم است که به صورت سیلیسیم دی‌اکسید (SiO2) در طبیعت یافت می‌شود.
شن طی چندین مرحله پاکسازی می‌شود تا بتواند کیفیت لازم برای تولید نیمه هادی را بدست آورد و خلوص سلیسیم در آن به ۹۹٫۹۹۹٪ برسد یعنی که فقط ممکن است ۱ اتم از میان بیلیون‌ها اتم، غیر سیلیکونی باشد. به همچین کیفیتی، کیفیت درجه الکترونیک(Electronic Grade Silicon) گوییم.

## ایجاد کریستال

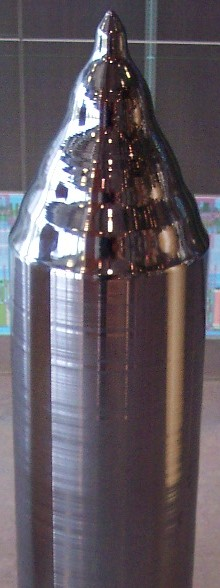
نمونه‌ای از تک کریستال سیلیسوم

برای بدست آوردن سیلیکون تک کریستالی، سیلیسیم را یک مرتبهٔ دیگر ذوب کرده و اجازه می‌دهند تا خنک شود. روش کار بدین صورت است که به هنگام خنک شدن، یک قالب تک کریستال سیلیسیم به دور خود چرخانده شده و به آرامی بیرون کشیده می‌شود. این فرایند روش چکرالسکی نامیده می‌شود. فرایند چکرالسکی، با استفاده از یک دانه تک کریستال سیلیکون آغاز می‌گردد و سرعت چرخش و کشش دانه، مشخص‌کنندهٔ قطر میله یا قالب کریستالی خواهد بود. معمولاً در این روش، قطرهایی بین 200mm تا 300mmبا طول‌های بزرگتر از یک متر بدست می‌آید.
لازم است ذکر شود که تولید یک قالب سیلیسیم ممکن است چند روز طول بکشد. استوانه حاصل گاهی تا ۱۰۰ کیلوگرم وزن دارد که به این استوانه‌ها شمش می‌گویند.

## تبدیل شمش بهقرص سیلیسیمیا ویفر
شمش را به دقت به ویفرهای (wafer) به قطر ۰٫۱ اینچ برش می‌زنند. 

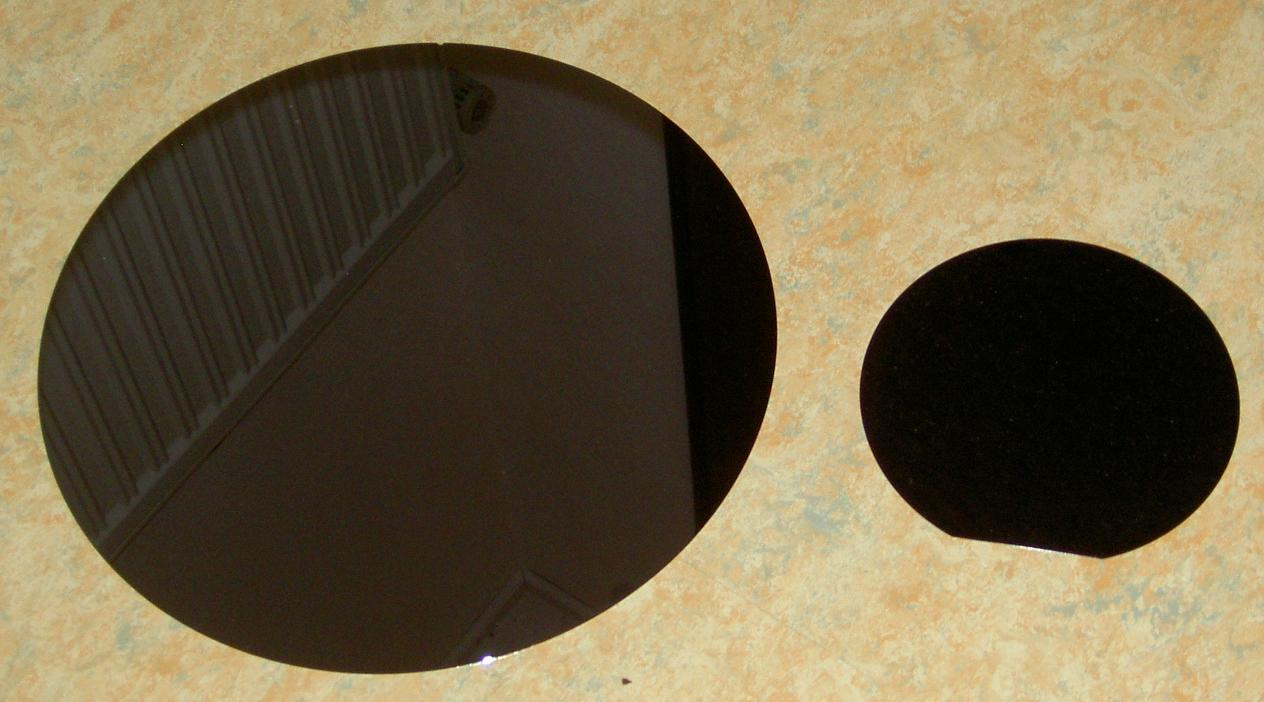
ویفر سلیسیم

وقتی که برش انجام شد، ویفرها صیقل داده می‌شوند تا هیچ خدشه‌ای نماند. امروزه شرکت‌ها از ویفرهایی بزرگتر (۳۰۰ میلیمتری) که نتیجهٔ آن کمتر شدن قیمت است استفاده می‌کنند.

## لیتوگرافی
مایع قرمز که در عکس می‌بینید. یک Photoresist(لاک نوری) است و مشابه آن‌هایی است که در فیلم‌های عکاسی استفاده می‌شود. در این مرحله ویفر شروع به چرخیدن می‌کند و لاک نوری روی آن ریخته خواهد شد که باعث می‌شود یک لایه نازک و صیقلی روی ویفر تشکیل شود.

لاک نوری تحت تابش امواج فرابنفش قرار میگرد و با آن واکنش می‌دهد، واکنش شیمیایی که در این فرایند انجام می‌شود مشابه اتفاقی است که هنگام فشردن دکمه شاتر دوربین عکاسی برای مواد داخل فیلم عکاسی می‌افتد. هنگام استفاده از نور فرابنفش نورگیرها الگوهای مختلف مدار را در هر لایه ویفر ایجاد می‌کنند.
لنز، اندازه تصویر نورگیرها را را کاهش و دقت آن را افزایش می‌دهد؛ بنابراین آنچه بر ویفر چاپ می‌شود چهار برابر نازکتر از الگوی نورگیر است.
سپس لاک نوری با یک حلال خاص از روی ویفرها پاک می‌شود و نقش و نگارها مشخص خواهند شد.

## کاشت یون(ion dropping)
دوباره لاک نوری با الگوی مشخصی روی ویفر می‌ریزد، سپس یون‌های با سرعت ۳۰۰٫۰۰۰کیلومتر در ساعت به ویفرها برخورد خواهند کرد و خواص شیمیایی ماده را تغییر می‌دهند و دوباره لاک نوری را پاک می‌کنند.
اگر چه معمولاً صدها ریزپردازنده بر روی یک ویفر ساخته می‌شوند، این فرایندها تنها بر یک قسمت کوچکی از یک ریز پردازنده تمرکز می‌کند (بر روی یک ترانزیستور یا قسمت‌های وابسته آن). یک ترانزیستور به عنوان یک سوئیچ عمل می‌کند، جریان جریان الکتریکی را در یک تراشه کامپیوتر کنترل می‌کند. محققان ترانزیستورهای کوچک را توسعه داده‌اند بطوری‌که حدود ۳۰ میلیون از آن‌ها می‌توانند بر روی یک پین قرار بگیرند.

## از ترانزیستور تا تراشه
سه سوراخ در لایه عایق در بالای ترانزیستور ایجاد می‌شود. این سه سوراخ با مس پر می‌شود که اتصال به ترانزیستورهای دیگر را ممکن می‌سازد. ویفرها در این مرحله در محلول سولفات مس قرار می‌گیرند. یونهای مس روی ترانزیستور قرار می‌گیرند، به این فرایند آبکاری الکتریکی فلز نامیده می‌شود. یونهای مس از پایانه مثبت (آند) تا پایانه منفی (کاتد) که توسط ویفر ایجاد شده حرکت می‌کنند. پس از آبکاری یک لایه نازک مس روی ویفرها می‌نشیند.

مواد اضافی صیقل داده می‌شوند، لایه‌های مختلف فلزی برای اتصال در میان ترانزیستورهای مختلف ایجاد می‌شود. تیم‌های طراحی که قابلیت کارکرد پردازنده مربوطه را توسعه می‌دهند تعیین می‌کنند که چگونه این اتصالات باید سیم بندی شود. در حالی که تراشه‌های کامپیوتری به شدت نازک هستند، ممکن است در حقیقت بیش از ۲۰ لایه داشته باشند تا مدارهای پیچیده ایجاد کنند.
سپس ویفر آماده برای اولین تست عملکرد است. ویفر به صورت قطعه بریده می‌شود. قطعاتی که پاسخ درست به الگوی تست پاسخ دادند برای بسته‌بندی ارائه می‌شوند.